# Acraea melanoradiata
Acraea melanoradiata är en fjärilsart som beskrevs av Stoneham 1943. Acraea melanoradiata ingår i släktet Acraea och familjen praktfjärilar. Inga underarter finns listade i Catalogue of Life.